# 蒙卡雷
蒙卡雷（法語：Montcaret，法語發音：[mɔ̃kaʁɛ]）是法国多尔多涅省的一个市镇，属于贝尔热拉克区。

## 地理
蒙卡雷（44°51'31"N, 0°3'49"E）面积17.07 平方千米，位于法国新阿基坦大区多爾多涅省，该省份为法国西南部内陆省份，是法國本土面积第三大的省，大致对应佩里戈尔地区，北起顺时针与夏朗德省、上维埃纳省、科雷兹省、洛特省、洛特-加龙省、吉倫特省和滨海夏朗德省接壤。
与蒙卡雷接壤的市镇（或旧市镇、城区）包括：蒙佩鲁、博讷维尔和圣阿维德菲马迪耶尔、拉莫特蒙特拉韦勒、韦利讷、圣瑟兰德普拉、圣米歇尔德蒙泰涅。

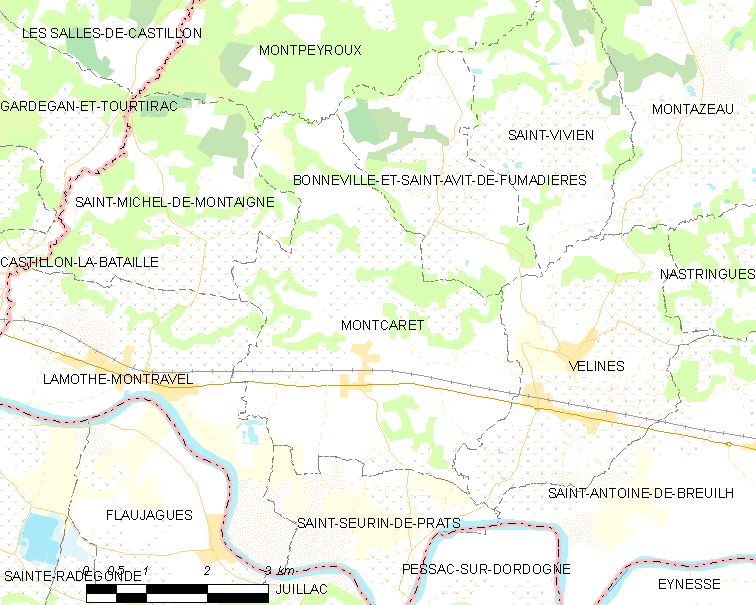
蒙卡雷的OSM定位图

蒙卡雷的时区为UTC+01:00、UTC+02:00（夏令时）。

## 行政
蒙卡雷的邮政编码为24230，INSEE市镇编码为24289。

## 政治
蒙卡雷所属的省级选区为蒙泰涅和居尔松地区县。

## 人口

1962-2008年间蒙卡雷人口变化图示

蒙卡雷于2022年1月1日时的人口数量为1405人。